# Hari Schütz
Hari Schütz (* 31. Dezember 1955 in Wien) ist österreichischer Zeichner und Autor.

## Leben
Hari Schütz studierte ab 1972 zwei Jahre freies Zeichnen an der Kunsthochschule in Hessen. Danach folgt eine Ausbildung zum Werbe- und Architekturphotograph. Nach längeren Auslandsaufenthalten in Sizilien, Győr und Florenz ist er nun wieder in Wien ansässig. Seit 1981 stellt Hari Schütz aus. Unter anderem in Florenz, New York, Rom, Genua, Salzburg, meistens aber in Wiener Galerien.

## Werke als Autor
- Opfer der Liebe, Zeichnungen, Fotografien und Erzählungen, Wien 2008, M.E.L. Kunsthandel